# الإمتاع والمؤانسة (كتاب)
الإمتاع والمؤانسة  كتاب يروي ما جرى في سبع وثلاثين ليلة قضاها أبو حيان التوحيدي في منادمة الوزير أبي عبد الله العارض، وزير صمصام الدولة ابن عضد الدولة البويهي. جمعها التوحيدي وأهداها للمهندس أبو الوفاء البوزجاني الذي وصله بالوزير أبي عبد الله. وهو ثلاثة أجزاء

## قصة الكتاب
أن أبا الوفاء المهندس كان صديقاً لابي حيان التوحيدي وللوزير أبي عبد الله العارض، فقرب أبو الوفاء أبا حيّان من الوزير، ووصله به، ومدحه عنده، حتى جعل الوزير أبا حيّان من سُمّاره، فسامره سبعاً وثلاثين ليلة، كان يحادثه فيها، ويطرح الوزير عليه أسئلة في مسائل مختلفة فيجيب عنها أبو حيّان.ثم طلب أبو الوفا من أبي حيّان أن يقص عليه كل ما دار بينه وبين الوزير من حديث فأجاب أبو حيان طلب أبي الوفاء، ونزل على حكمه، وفضل أن يدوّن ذلك ليشتمل على كل ما دار بينه وبين الوزير من دقيق وجليل وحلو ومر، فكان من ذلك كتاب "الإمتاع والمؤانسة"

## المؤلف
أبو حيان التوحيدي (310 - 414 هـ / 922 - 1023 م) فيلسوف متصوف، وأديب بارع، من أعلام القرن الرابع الهجري، عاش أكثر أيامه في بغداد وإليها ينسب.